# Georges Jeanclos
Georges Jeanclos, właśc. Georges Jeankelowitsch (ur. 9 kwietnia 1933 w Paryżu, zm. 30 marca 1997 tamże) – francuski rzeźbiarz.

## Życiorys
Tworzył ludzkie postacie modelowe w glinie kładzionej cienkim warstwami, przedstawiające różne odmiany sacrum – japońskie, hebrajskie oraz chrześcijańskie. Figury delikatnych, kruchych postaci owinięte są bandażami i zgłębione w ascetyczne rzeźbiarskie formy kształtem przypominające naczynia. Przedstawione są zazwyczaj jako pogrążone w medytacji lub śnie, tchnące zadumą nad bliskością niebytu. W 1959 otrzymał Prix de Rome.

## Dzieła
- pomnik Jeana Moulin na Polach Elizejskich w Paryżu, (1984)
- tympanon w kościele Saint-Ayoul w Provins, (1987)
- Bliźniacy Vincent i Théo, (1987)
- Kamakura, (1985)
- Le cœur, (1991)